# Liste der Biografien/Krec
Liste der Biografien |
Portal Biografien |
Personensuche
# |
A |
B |
C |
D |
E |
F |
G |
H |
I |
J |
K |
L |
M |
N |
O |
P |
Q |
R |
S |
T |
U |
V |
W |
X |
Y |
Z |
?
 
Ka |
Kb |
Kc |
Kd |
Ke |
Kf |
Kg |
Kh |
Ki |
Kj |
Kl |
Km |
Kn |
Ko |
Kp |
Kr |
Ks |
Kt |
Ku |
Kv |
Kw |
Ky |
Kx |
Kz
 
Kra |
Krb |
Krc |
Kre |
Krg |
Krh |
Kri |
Krj |
Krk |
Krl |
Krm |
Krn |
Kro |
Krp |
Krs |
Krt |
Kru |
Kry |
Krz
 
Krea |
Kreb |
Krec |
Kred |
Kree |
Kref |
Kreg |
Kreh |
Krei |
Krej |
Krek |
Krel |
Krem |
Kren |
Kreo |
Krep |
Kres |
Kret |
Kreu |
Krev |
Krew |
Krex |
Krey |
Krez
Die Liste der Biografien führt alle Personen auf, die in der deutschsprachigen Wikipedia einen Artikel haben. Dieses ist eine Teilliste mit 38 Einträgen von Personen, deren Namen mit den Buchstaben „Krec“ beginnt.

## Krec

### Krech
- Krech, Adalbert (1852–1907), deutscher Kapitän
- Krech, Adolf Ferdinand (1803–1869), Schuldirektor
- Krech, Christian (* 1969), deutscher Klarinettist
- Krech, David (1909–1977), US-amerikanischer Psychologe und Professor
- Krech, Eva-Maria (1932–2023), deutsche Germanistin und Sprechwissenschaftlerin
- Krech, Hans (1914–1961), deutscher Logopäde und Hochschullehrer
- Krech, Hans (* 1956), deutscher Historiker und Autor
- Krech, Hartmut (* 1966), deutscher Songwriter, Komponist und Produzent
- Krech, Hubert (* 1967), deutscher Fernsehredakteur
- Krech, Johannes (1834–1915), deutscher Jurist und Politiker
- Krech, Theodor (1877–1932), deutscher Architekt
- Krech, Volkhard (* 1962), deutscher Religionswissenschaftler
- Krechel, Oliver (* 1990), deutscher Handballspieler
- Krechel, Ursula (* 1947), deutsche SchriftstellerinUrsula Krechel (* 1947)

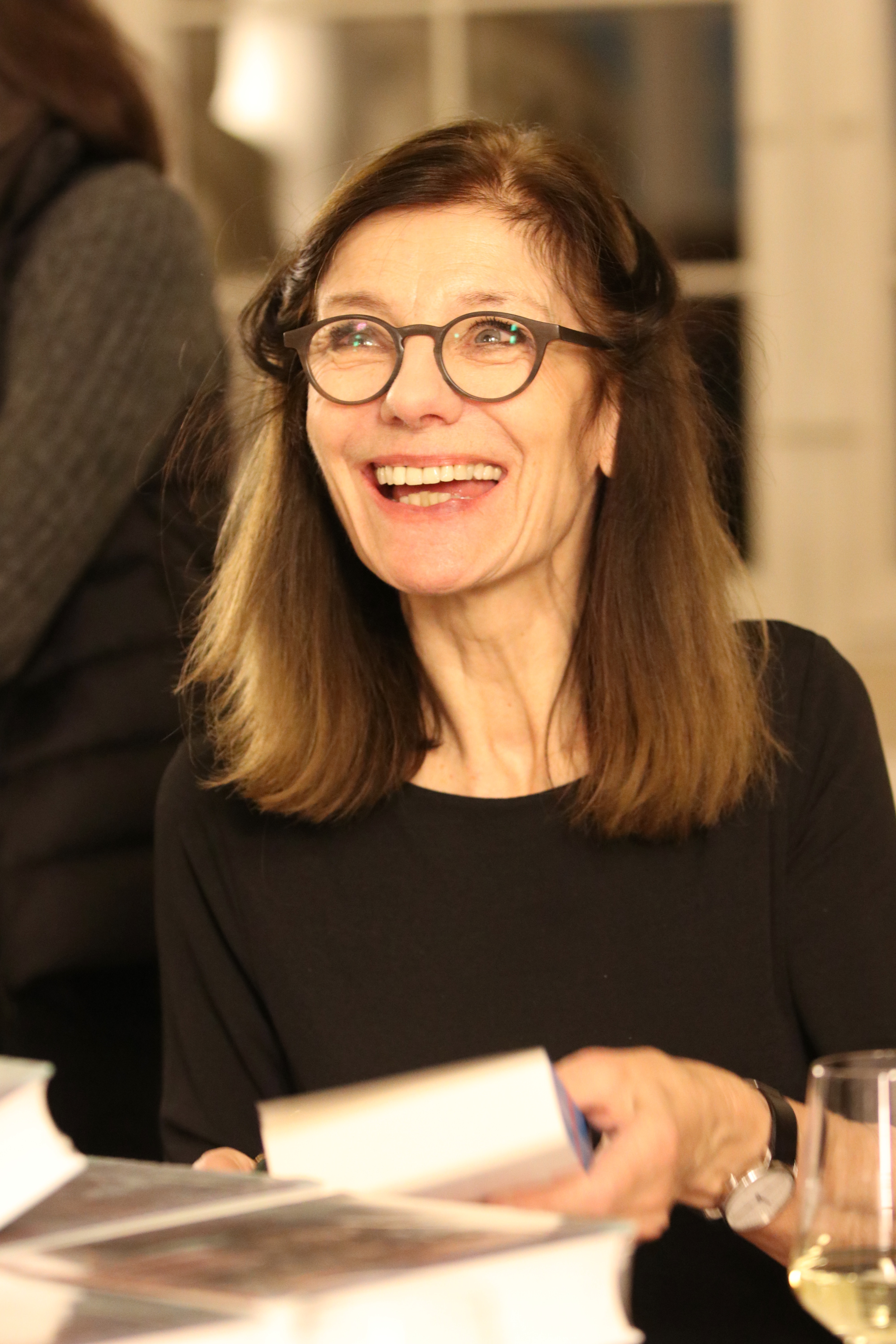
Ursula Krechel (* 1947)

- Krechel, Uwe (* 1956), deutscher Rechtsanwalt und Schauspieler
- Krecher, Joachim (1933–2020), deutscher Altorientalist
- Krechting, Bernd († 1536), Täufer von Münster
- Krechting, Bernhard (1622–1700), deutscher evangelisch-lutherischer Geistlicher, Hauptpastor der Lübecker Marienkirche und Senior des Geistlichen Ministeriums
- Krechting, Heinrich (1501–1580), radikaler Führer der Täuferbewegung

### Kreci
- Krecic, Leeanne M., US-amerikanische Comicautorin und -zeichnerin
- Krecidlo, David (* 1984), deutscher Fußballspieler

### Kreck
- Kreck, Lena (* 1981), deutsche Politikerin, Juristin und HochschullehrerinLena Kreck (* 1981)

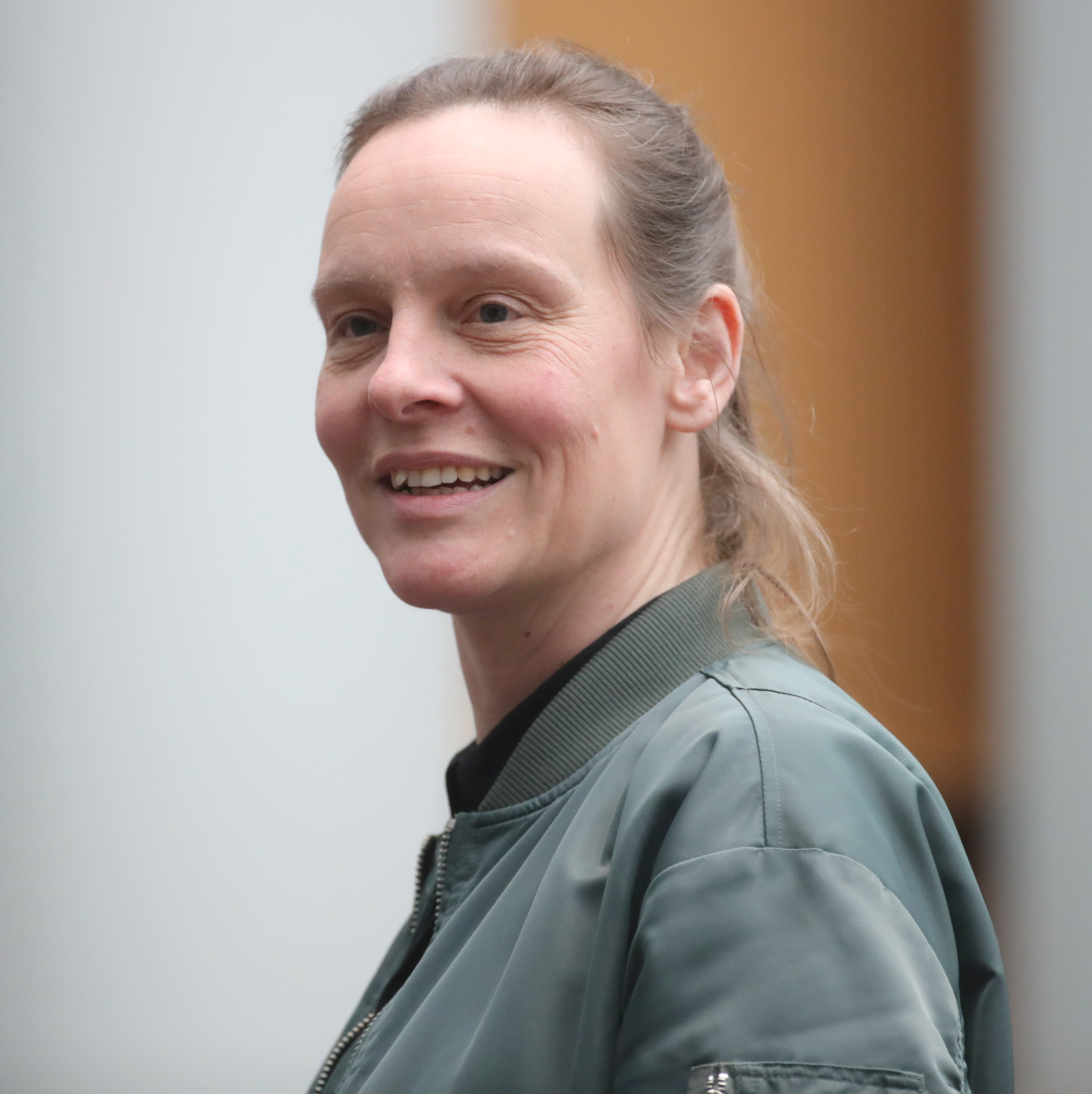
Lena Kreck (* 1981)

- Kreck, Matthias (* 1947), deutscher Mathematiker
- Kreck, Walter (1908–2002), deutscher reformierter Theologe
- Krecke, Albert (1863–1932), deutscher Chirurg
- Krecke, Carl (1885–1938), deutscher Unternehmer und nationalsozialistischer Wirtschaftsfunktionär
- Krecke, Hans (1879–1945), deutscher Architekt und Beamter
- Krecké, Jeannot (* 1950), luxemburgischer Politiker der Lëtzebuerger Sozialistech Aarbechterpartei
- Kreckel, Reinhard (* 1940), deutscher Soziologe
- Krecken, Katharina (* 2001), deutsche Handballspielerin
- Kreckwitz, Christoph Gotthard von, preußischer Landrat
- Kreckwitz, Friedrich von († 1593), kaiserlicher Reichshofrat und Botschafter bei der Pforte
- Kreckwitz, Hans Friedrich Gottlob von (1716–1767), preußischer Justizrat, Marschkommissar und Landrat
- Kreckwitz, Karl Wilhelm von (1722–1774), preußischer Oberst

### Krecz
- Kreczi, Hanns (1912–2003), österreichischer Philosoph, Historiker und Heimatforscher sowie Kulturverwaltungsdirektor der Stadt Linz
- Kreczmar, Jan (1908–1972), polnischer Schauspieler und Theaterregisseur
- Kreczmer, Maciej (* 1981), polnischer Skilangläufer
- Kręczyński, Bernard, polnischer Radrennfahrer